# ウソツキ (上戸彩の曲)
「ウソツキ」は、上戸彩の10枚目のシングルである。

## 解説
- M-2は上戸出演の大塚製薬「オロナミンC」のCMソングのリミックス。
- 「微熱」以来の切ない楽曲で、歌詞は自分がウソツキだと思うことを綴った歌詞。
- 「あの人に会いたい」のオリジナル音源はどのCDにも収録されておらず、『Re.』にオリジナル音源に近い音源が収録されている。

## 収録曲
1. ウソツキ
作詞:織田哲郎・NORI、作曲:織田哲郎、編曲:織田哲郎・長田直也
2. あの人に会いたい〜hatsu ratsuu style〜
作詞:荒木伸二、作曲:川西純・川嶋可能、編曲:Koma2Kaz
3. 風〜北風バージョン〜
作詞:三浦徳子、作曲:織田哲郎、編曲:長田直也
4. ウソツキ -Instrumental-

## 収録アルバム
- Re. (#1,2、#2は"Re." Style)
- BEST OF UETOAYA -Single Collection- (#1)

## 初回限定版特典
- DVD「ウソツキ Video Clip」